# 蓋森巴赫河
50°33′01″N 6°54′11″E / 50.55040°N 6.90305°E
蓋森巴赫河（德語：Geißenbach），是德國的河流，位於該國西部，流經北萊茵-威斯特法倫州，屬於薩爾巴赫河的右支流，河道全長9.4公里，流域面積10.4平方公里。